# Sivaganga (dystrykt)
Sivaganga – jeden z dystryktów stanu Tamilnadu (Indie). Stolicą dystryktu Sivaganga jest miasto Sivaganga.

## Położenie
Od północy graniczy z dystryktem Tiruchirapalli, od północnego wschodu z dystryktem Pudukkottai, od wschodu i południa z dystryktem Ramanathapuram, od południowego zachodu z dystryktem Virudhunagar, od zachodu z dystryktem Madurai.

## Geografia
Współrzędne geograficzne dystryktu Sivaganga to 9°43′00″N 78°49′00″E.
Według indyjskiego urzędu, Registrar General and Census Commissioner of India, który jest odpowiedzialny za spis ludności, powierzchnia dystryktu wynosi 4 233 km².

## Demografia
Według spisu ludności z 2011 roku w Sivaganga mieszkało 1 339 101 mieszkańców. Według tych danych 88,57% są wyznawcami hinduizmu, 5,64% chrześcijaństwa, 5,55% islamu, a 0,24% są wyznawcami innej religii lub żadnej.